# Родниківська сільська рада (Уманський район)
Родникі́вська сільська́ ра́да — колишня адміністративно-територіальна одиниця та орган місцевого самоврядування в Уманському районі Черкаської області. Адміністративний центр — село Родниківка.

## Загальні відомості
- Населення ради: 3 385 осіб (станом на 2001 рік)

## Населені пункти
Сільській раді були підпорядковані населені пункти:
- с. Родниківка

## Склад ради
Рада складалась з 20 депутатів та голови.
- Голова ради: Яремчук Руслан Анатолійович
- Секретар ради: Деркач Ніна Петрівна

### Керівний склад попередніх скликань
| Прізвище, ім'я, по батькові | Основні відомості                                                                | Дата обрання | Дата звільнення |
| --------------------------- | -------------------------------------------------------------------------------- | ------------ | --------------- |
| Яремчук Руслан Анатолійович | Сільський голова, 1977 року народження, освіта вища, член Народного Руху України | 26.03.2006   | 31.10.2010      |
| Яремчук Руслан Анатолійович | Сільський голова, 1977 року народження, освіта вища, безпартійний                | 31.10.2010   |                 |

Примітка: таблиця складена за даними сайту Верховної Ради України

### Депутати
За результатами місцевих виборів 2010 року депутатами ради стали:

#### За суб'єктами висування
| Суб'єкт висування                     | Кількість обраних депутатів | %  |
| ------------------------------------- | --------------------------- | -- |
| Самовисування                         | 10                          | 50 |
| Партія регіонів                       | 9                           | 45 |
| Політична партія Народний Рух України | 1                           | 5  |

#### За округами
| № округу                              | Прізвище, ім'я, по батькові      | Дата визнання обраним | Освіта             | Партійна приналежність | Відомості про обраного депутата                                                      |
| ------------------------------------- | -------------------------------- | --------------------- | ------------------ | ---------------------- | ------------------------------------------------------------------------------------ |
| Партія регіонів                       |                                  |                       |                    |                        |                                                                                      |
| 1                                     | Деркач Ніна Петрівна             | 31.10.2010            | середня спеціальна | позапартійна           | Родниківська сільська рада, секретар                                                 |
| 4                                     | Ющенко Лідія Петрівна            | 31.10.2010            | вища               | позапартійна           | Родниківська лікарська амбулаторія, завідувачка                                      |
| 7                                     | Майстренко Олена Миколаївна      | 31.10.2010            | вища               | позапартійна           | Родниківська сільська рада, головний бухгалтер                                       |
| 9                                     | Братченко Тетяна Семенівна       | 31.10.2010            | середня            | позапартійна           | Родниківська сільська рада, касир                                                    |
| 11                                    | Петренко Любов Миколаївна        | 31.10.2010            | вища               | позапартійна           | Родниківський дошкільний навчальний заклад, завідувачка                              |
| 12                                    | Твілєнєв Федір Пилипович         | 31.10.2010            | вища               | позапартійний          | ДП «Родниківка», головний агроном                                                    |
| 14                                    | Слупіцька Олександра Іванівна    | 31.10.2010            | вища               | позапартійна           | Родниківська загальноосвітня школа, директор                                         |
| 18                                    | Машинник Лідія Михайлівна        | 31.10.2010            | середня            | позапартійна           | Родниківська сільська рада, начальник військово-облікового столу                     |
| 19                                    | Кулинич Інна Анатоліївна         | 31.10.2010            | вища               | позапартійна           | Родниківська сільська рада, землевпорядник                                           |
| Політична партія Народний Рух України |                                  |                       |                    |                        |                                                                                      |
| 15                                    | Поплавський Сергій Васильович    | 31.10.2010            | середня спеціальна | позапартійний          | ДП «Родниківка», начальник охорони                                                   |
| Самовисування                         |                                  |                       |                    |                        |                                                                                      |
| 2                                     | Опалко Сергій Іванович           | 31.10.2010            | вища               | позапартійний          | ТОВ «Рудокоп», начальник дільниці                                                    |
| 3                                     | Крочак Дмитро Миколайович        | 31.10.2010            | вища               | позапартійний          | Уманська державна податкова служба підрозділ податкової міліції, оперуповноважений   |
| 5                                     | Мокровська Валентина Петрівна    | 31.10.2010            | вища               | позапартійна           | пенсіонер                                                                            |
| 6                                     | Крочак Микола Васильович         | 31.10.2010            | середня спеціальна | позапартійний          | пенсіонер                                                                            |
| 8                                     | Бевз Наталія Федорівна           | 31.10.2010            | вища               | позапартійна           | Родниківська загальноосвітня школа, заступник Директора з навчально -виховної роботи |
| 10                                    | Савченко Оксана Михайлівна       | 31.10.2010            | вища               | позапартійна           | Уманське управління праці та соціального захисту населення, головний спеціаліст      |
| 13                                    | Гарбузов Станіслав Олександрович | 31.10.2010            | середня            | позапартійний          | ДП "Родниківка, водій                                                                |
| 16                                    | Тулій Володимир Андрійович       | 31.10.2010            | середня            | позапартійний          | тимчасово не працює                                                                  |
| 17                                    | Овдак Микола Михайлович          | 31.10.2010            | вища               | позапартійний          | тимчасово не працює                                                                  |
| 20                                    | Гуреля Володимир Якимович        | 31.10.2010            | вища               | позапартійний          | ТОВ ПМТЗ «Агропромтехніка», директор                                                 |